# Just Dance (série de jeux vidéo)
Pour les articles homonymes, voir Just Dance.
Just Dance est une série de jeux vidéo développée et éditée par Ubisoft. Le premier épisode, intitulé Just Dance d'après le titre de la chanson éponyme de Lady Gaga, est publié en novembre 2009 sur Wii.
Depuis Just Dance 2023, l'interface a subi une refonte importante. Cette nouvelle interface pourrait être comparée à une plateforme de vidéo à la demande comme Netflix. Les joueurs n'ont plus besoin de changer de jeu pour jouer à une chorégraphie d'un autre opus ; ils peuvent directement la chercher dans le catalogue (cependant, le joueur doit posséder la bonne édition en l'achetant depuis la boutique). Cette nouvelle plateforme propose aussi un abonnement, Just Dance+, celui-ci succède à Just Dance Unlimited.

## Système de jeu
L'objectif de Just Dance est de danser en suivant les mouvements des danseurs. La détection des mouvements se fait :
- grâce à la Wiimote sur Wii et Wii U ;
- grâce à la Kinect sur Xbox 360 et Xbox One;
- grâce à la PlayStation Camera sur PlayStation 4 ;
- grâce au Joy-Con sur Nintendo Switch ;
- grâce au PlayStation Move sur PlayStation 3 et PlayStation 4 ;
- grâce à son smartphone sur PC, PlayStation 4, PlayStation 5, Xbox One, Xbox Series, Wii U et Nintendo Switch[1].

En plus du mode de danse simple, d'autres modes ont été ajoutés au fil de la série.

### But du jeu
Le but du jeu est de gagner le plus de points et le plus d'étoiles (les étoiles s'étant rajoutées à partir de Just Dance 2).
Le jeu est composé de plusieurs catégories de points :
- X (croix rouge) : le joueur a raté un mouvement ;
- OK : le joueur n'a pas bien exécuté le mouvement ;
- GOOD : la danse est bien rythmée ;
- SUPER (a été rajouté à partir de Just Dance 2018) : le rythme de danse est presque parfait ;
- GREAT (uniquement sur Just Dance, a ensuite été remplacé par PERFECT) : le rythme de danse est parfait ;
- PERFECT : votre rythme de danse est parfait, continuez comme ça ;
- SHAKE (uniquement sur Just Dance, a ensuite été supprimé) : le joueur doit secouer le plus rapidement possible la télécommande Wii pour gagner le plus de points possibles ;
- YEAH (a été rajouté à partir de Just Dance 2) : le joueur a réussi parfaitement le mouvement gold (et gagne 5 fois plus de points que lors d’un PERFECT).

### Types de danses
Dès la sortie du jeu, un nouveau type de danse est mis en place : le mode duo, dans lequel deux joueurs peuvent participer, chacun avec chorégraphie légèrement différente. S'ensuivent les danses Crew, où quatre joueurs peuvent participer (à partir de Just Dance 3), puis les danses on stage (Just Dance 2014), avec trois joueurs et une chorégraphie changeante pour le joueur du milieu. Ce type de danse est seulement présent dans cet opus, sous le nom de On-Stage. Les types de danse suivants ont été abandonnés par la licence ou ont fait quelque brève apparitions :
- Main dans la main : (une seule chorégraphie parue) les joueurs peuvent danser main dans la main avec un nombre infini de figurants ;
- Line dance : (Jailhouse Rock, JD4 ; Hit The Road Jack, JD2016 ; Old Town Road, JD2020) trois danseurs effectuent une même chorégraphie en même temps et en rythme ;
- Danse à six : (Kiss You, JD2014, exclusif à la Xbox One) une danse à six joueurs ;
- Version scène (en-jeu : On-Stage) (JD2014, JD+) : une chorégraphie consistant en un trio de danseurs — un danseur central et un danseur de chaque côté —. Il n'y a presque aucune différence avec les danses en trio classiques, à deux exceptions près : les paroles de la chanson s'affichent au-dessus des danseurs, et il n’y a que trois places pour les joueurs, une seule par danseur.

Mais il existe d'autres types de danse, comme :
- Version alternative (depuis JD3) : une autre type de chorégraphie sur la même musique ;
- Version extrême (depuis JD3) : des danses avec un niveau élevé ;
- Version sweat (JD2014-JD2015, depuis JD2016) : des danses faites pour perdre beaucoup de calories. À partir de Just Dance 2016, elles sont remplacées par des danses fitness ou aérobic ;
- Medley (JD2-JD3) : l'ancêtre du mashup. Cinq danses sont rassemblées et remixées afin de produire une chorégraphie « finale » ;
- Mashup (JD3-JD2017) : un mélange de danse des anciens ou du même opus pour une chorégraphie amusante ;
- Party master (exclusif à la Wii U) (JD4-JD2016) : créer un mashup de danse en utilisant le Wii U GamePad.

### Mode Battle
Dans deux des opus, les danseurs issus de deux musiques différentes s'affrontent dans des rounds pour gagner. Le mode est remplacé par les danses battle de famille ou par thème dans les opus suivants.

### World Dance Floor
Premièrement introduit sur Just Dance 2014, puis réapparu sur Just Dance 2015 jusqu'à Just Dance 2022 ; il permet aux joueurs du monde entier de danser en ligne en tournoi de trois chansons. Le 19 novembre 2018, le World Dance Floor a fermé ses portes sur JD2014 et JD2015 pour toutes les consoles et sur JD2016 jusqu'à JD2018 pour les consoles de septième génération. Puis le 3 juillet 2023, le WDF a fermé sur JD2016 jusqu'à JD2018 pour les consoles de huitième génération. Ce mode reste disponible de JD2019 à JD2022. Ce mode n'est pas revenu sur JD2023 et ses successeurs.

#### Happy Hour
À une heure variée de la journée les chansons du WDF sont des chansons du catalogue Just Dance Unlimited, tout en étant gratuit. L'Happy Hour permet aussi de gagner du Mojo (monnaie du jeu) en plus.

### Just Dance Unlimited
Mode payant remplaçant les contenus téléchargeables des anciens Just Dance pour jouer à toutes les danses des Just Dance disponibles et à des danses exclusives. Just Dance Unlimited est compatible avec Just Dance 2016, Just Dance 2017, Just Dance 2018, Just Dance 2019, Just Dance 2020, Just Dance 2021 et Just Dance 2022. Le 1er août 2024, près de 200 chansons ont été retirées du catalogue en raison de contraintes de licence. Le 31 mars 2025, le service a été arrêté.

### (舞力无限) Just Dance Unlimited version chinoise
C'est la version chinoise de Just Dance Unlimited, pour le jeu Just Dance China (舞力全开). Comme Just Dance Unlimited, le 2 août 2024, environ 200 chansons ont été retirées du catalogue pour la même raison. À partir du 31 mars 2026, le service ne pourra plus être acheté car le Nintendo eShop chinois fermera ses portes. Le service fermera lui-même le 15 mai 2026.

### Just Dance+
Just Dance+ utilise le même principe que Just Dance Unlimited, aussi sous forme d'abonnement. Ce service est disponible depuis le 22 novembre 2022 sur les jeux Just Dance 2023 Edition, Just Dance 2024 Edition et Just Dance 2025 Edition.

### Just Sweat
Just Sweat est apparu pour la première fois dans le jeu Just Dance 2 sorti en 2010. C'est un programme de fitness personnalisé. Celui-ci permet au joueur de se créer sa propre playlist qu'il pourra ensuite modifier en fonction de la difficulté de la chorégraphie, de la durée du programme et du nombre de calories qu'il souhaite brûler.

### Just Dance Machine et Dance Lab
Just Dance Machine est un mode disponible uniquement sur Just Dance 2017. Les danses sont regroupées selon le type de la musique et le style de danse.
Dans l'opus suivant, Just Dance 2018, c'est Dance Lab qui le remplace. Cette fois, c'est en petit épisode.

### Just Dance Kids
Après la publication de plusieurs jeux destinés aux enfants (Just Dance Kids, Just Dance Kids 2 et Just Dance Kids 2014), un mode destiné aux enfants est intégré aux opus principaux, depuis Just Dance 2018. Ce mode regroupe plusieurs chansons pour les enfants, avec des chorégraphies simples.

## Liste des jeux

### Série principale
| Titre                   | Date de sortie | Plate-forme | Plate-forme | Plate-forme | Plate-forme | Plate-forme | Plate-forme | Plate-forme | Plate-forme | Plate-forme | Plate-forme | Plate-forme |
| Titre                   | Date de sortie | Wii         | Xbox 360    | PS3         | Wii U       | Xbox One    | PS4         | Switch      | Xbox Series | PS5         | PC          | Stadia      |
| ----------------------- | -------------- | ----------- | ----------- | ----------- | ----------- | ----------- | ----------- | ----------- | ----------- | ----------- | ----------- | ----------- |
| Just Dance              | Novembre 2009  | oui         | Croix       | Croix       | —           | —           | —           | —           | —           | —           | Croix       | —           |
| Just Dance 2            | Octobre 2010   | oui         | Croix       | Croix       | —           | —           | —           | —           | —           | —           | Croix       | —           |
| Just Dance 3            | Octobre 2011   | oui         | oui         | oui         | —           | —           | —           | —           | —           | —           | Croix       | —           |
| Just Dance 4            | Octobre 2012   | oui         | oui         | oui         | oui         | —           | —           | —           | —           | —           | Croix       | —           |
| Just Dance 2014         | Octobre 2013   | oui         | oui         | oui         | oui         | oui         | oui         | —           | —           | —           | Croix       | —           |
| Just Dance 2015         | Octobre 2014   | oui         | oui         | oui         | oui         | oui         | oui         | —           | —           | —           | Croix       | —           |
| Just Dance 2016         | Octobre 2015   | oui         | oui         | oui         | oui         | oui         | oui         | —           | —           | —           | Croix       | —           |
| Just Dance 2017         | Octobre 2016   | oui         | oui         | oui         | oui         | oui         | oui         | oui         | —           | —           | oui         | —           |
| Just Dance 2018         | Octobre 2017   | oui         | oui         | oui         | oui         | oui         | oui         | oui         | —           | —           | Croix       | —           |
| Just Dance 2019         | Octobre 2018   | oui         | oui         | Croix       | oui         | oui         | oui         | oui         | —           | —           | Croix       | —           |
| Just Dance 2020         | Novembre 2019  | oui         | Croix       | Croix       | Croix       | oui         | oui         | oui         | —           | —           | Croix       | oui         |
| Just Dance 2021         | Novembre 2020  | Croix       | Croix       | Croix       | Croix       | oui         | oui         | oui         | oui         | oui         | Croix       | Croix       |
| Just Dance 2022         | Novembre 2021  | Croix       | Croix       | Croix       | Croix       | oui         | oui         | oui         | oui         | oui         | Croix       | Croix       |
| Just Dance 2023 Edition | Novembre 2022  | Croix       | Croix       | Croix       | Croix       | Croix       | Croix       | oui         | oui         | oui         | Croix       | Croix       |
| Just Dance 2024 Edition | Octobre 2023   | Croix       | Croix       | Croix       | Croix       | Croix       | Croix       | oui         | oui         | oui         | Croix       | Croix       |
| Just Dance 2025 Edition | Octobre 2024   | Croix       | Croix       | Croix       | Croix       | Croix       | Croix       | oui         | oui         | oui         | Croix       | Croix       |

### SérieJust Dance Kids

#### Just Dance Kids
Premier opus de la série Kids, sorti le 8 novembre 2010 en Amérique du Nord et adapté le 3 février 2011 en France, puis réédité le 1er novembre 2011 en France.

#### Just Dance Kids 2
Deuxième opus de la série Kids, sorti le 25 octobre 2011 en Amérique du Nord.

#### Just Dance Kids 2014
Troisième opus de la série Kids, sorti en octobre 2013.

### SérieDisney

#### Just Dance: Disney Party
Sorti en octobre 2012.

#### Just Dance: Disney Party 2
Sorti en octobre 2015.

### SérieExperience

#### Michael Jackson: The Experience
Une déclinaison spéciale Michael Jackson sortie le 30 novembre 2010, comportant 26 titres.

#### The Black Eyed Peas Experience
Une déclinaison spéciale The Black Eyed Peas sortie en novembre 2011, comportant plus de 20 titres dont Pump It.

#### ABBA: You Can Dance
Une déclinaison spéciale ABBA sortie en novembre 2011, comportant plus de 27 titres dont Gimme! Gimme! Gimme!.

#### The Hip-Hop Dance Experience
Sorti en novembre 2012.

### Série japonaise

#### Just Dance Wii
Version japonaise sortie le 13 octobre 2011, réalisée par Nintendo, d'où le terme Wii. Elle comprend 16 chansons de J-pop, mais aussi Wannabe des Spice Girls ou U can't touch this de MC Hammer.

#### Just Dance Wii 2
Just Dance Wii 2, sorti en juillet 2012, est le second opus de la série japonaise. Techniquement, il s'agit d'une version française de Just Dance 3 entièrement traduite en japonais contenant 35 titres, dont moins de 10 titres japonais, 2 titres de Just Dance Greatest Hits, et deux douzaines de titres de Just Dance 3.

#### Just Dance Wii U
Sorti le 3 avril 2014, celui-ci contient 35 titres, dont 20 titres japonais, 12 titre qui proviennent de Just Dance 4 et Just Dance 2014, et 3 autres qui sont normalement disponible en DLC, dans Just Dance Now ou avec Just Dance Unlimited mais qui dans ce jeu sont gratuits.

#### Yo-kai Watch Dance: Just Dance Special Version
Il s'agit d'un opus de quelques titres sorti en collaboration avec la série Yo-kai Watch exclusivement au Japon le 5 décembre 2015.

### Série chinoise

#### 舞力全开2015
Sorti le 20 mai 2015 sur Xbox One et le 25 août 2015 sur PlayStation 4 exclusivement en Chine. C'est la version chinoise de Just Dance 2015.

#### 舞力全开：活力派(Just Dance: Vitality School)
Sorti le 26 juillet 2016 sur Android et le 17 août 2016 sur Apple exclusivement en Chine. Le 17 février 2020 à 22 h 0 heure française, le jeu a été fermé. C'est la version chinoise de Just Dance Now.

#### 舞力全开2017
Sorti le 28 avril 2017 sur PS4 et Xbox One exclusivement en Chine. C'est la version chinoise de Just Dance 2017.

#### 舞力全开(Just Dance China)
Sorti le 24 décembre 2020 exclusivement en Chine et exclusivement sur Nintendo Switch (le jeu devait aussi sortir sur PlayStation 4 et Xbox One mais n'est jamais sorti sur ces plateformes pour des raisons inconnues). Le jeu est aussi considéré comme la version chinoise de Just Dance 2020.

#### 舞力全开：派对(Just Dance: Party)
Dévoilé lors du SPARK 2025 Tencent le 22 avril 2025, il sera donc le 5e jeu et le 2e jeu mobile de la série chinoise Just Dance.

### Autres jeux

#### Just Dance: Best Of
Aussi appelé Just Dance: Greatest Hits en Amérique du Nord, sorti en mars 2012. Le jeu comprend les meilleures chansons des jeux Just Dance 1, Just Dance 2, Just Dance 2: Extra Songs, et Just Dance 3.

#### Just Dance 2: Extra Songs
Sorti le 19 juillet 2011 aux États-Unis sous le titre Just Dance: Summer Party et le 21 juillet 2011 en Europe. Le jeu comprend les meilleures chansons des téléchargements de Just Dance 2.

#### Just Dance Now
Just Dance Now est sorti le 25 septembre 2014. Il s'agit d'une version pour téléphone mobile et tablette. Une application gratuite permet de se servir d'un téléphone comme d'une manette. Dès lors, le joueur regarde un écran connecté au site Internet du jeu (par exemple, une télévision ayant un navigateur et une connexion Wi-Fi). Vous disposez de 200 d'énergie maximum et une danse coûte 100. La liste change constamment.

## Anecdotes
En 2019, la chanteuse française Aya Nakamura a contribué à une danse avec sa chanson Djadja disponible sur l'opus Just Dance 2020.
En 2020, le chanteur Bilal Hassani propose sa chanson Flash sur l'opus Just Dance 2021.

### Contribution des vidéastes
En 2016, la vidéaste Natoo a rencontré Ubisoft pour créer une chorégraphie sur sa chanson Je sais pas danser, disponible dans Just Dance 2017 et Just Dance Unlimited.
En 2017, c'est la vidéaste Andy Raconte qui crée une chorégraphie de sa chanson J'suis pas jalouse. Celle-ci est disponible dans Just Dance 2018 et Just Dance Unlimited.
En 2018, les vidéastes McFly & Carlito créent une chanson nommée On ne porte pas de sous-vêtements. Dans les paroles de la version originale, on peut entendre « Pour effectuer l'amour » mais dans la version du jeu, la phrase est remplacée par la phrase « Pour prendre un bon bain brûlant ». Cette danse est disponible dans l'opus Just Dance 2019.